# Stilobezzia dorsofasciata
Stilobezzia dorsofasciata är en tvåvingeart som först beskrevs av Lutz 1914.  Stilobezzia dorsofasciata ingår i släktet Stilobezzia och familjen svidknott. Inga underarter finns listade i Catalogue of Life.